# ライアン・マレット
ライアン・マレット（Ryan Mallett 1988年6月5日 - 2023年6月27日）は、アメリカ合衆国のアメリカン・フットボールの選手、同競技の指導者。

## 経歴
テキサス州テクサーカナ出身。幼馴染には後にボストン・レッドソックスに所属したウィル・ミドルブルックスがいる。

学生時代は、ミシガン大学を経てアーカンソー大学に移籍しながらアメリカン・フットボールの競技を続けた。アーカンソーではクオーターバック（QB）として活躍し、2シーズン連続で30回以上のタッチダウンを決めるなど輝かしい成果を残した。2011年、ドラフト3巡目で指名（全体で74番目）を受けてニューイングランド・ペイトリオッツに所属。2013年シーズンにヒューストン・テキサンズにトレードで移籍。2015年から2017年シーズンはボルティモア・レイブンズに所属した。プロ競技から引退後は、アーカンソー州のホワイト・ホール高校でフットボールのコーチを務め、2022年シーズンには初めてヘッドコーチとして指揮を執った。2023年、フロリダ州デスティンの海で海水浴中に溺死。海岸で発生した離岸流に集団で巻き込まれたものと見られている。